# Линковеси, Лео
Лео Энсио Линковеси ((фин. Leo Ensio Linkovesi; 8 апреля 1947, Хельсинки — 7 ноября 2006, Керава, Южная Финляндия) — финский конькобежец, участник зимних Олимпийских игр 1972 года, чемпион мира в спринтерском многоборье, чемпион Финляндии и 2-кратный призёр, рекордсмен мира на дистанции 500 метров, 6-кратный рекордсмен Финляндии. Он по-прежнему остаётся последним финном, установившим мировой рекорд в конькобежном спорте и выигравшим международный титул.

## Биография
Лео Линковеси родился в Хельсинки, где и начал кататься на коньках. Он был талантливым и разносторонним спортсменом, но в молодом 12-летнем возрасте сосредоточился на конькобежном спорте. Его клубом был знаменитый Хельсинский клуб «Luistinkiitäjät». Когда Лео начал свою карьеру в конькобежном спорте, в этом виде спорта не проводилось соревнований на отдельных дистанциях и в спринте. Из-за этого его скоростные качества не проявились в многоборьe.
В юниорском возрасте Линковеси себя не проявил, и когда перешёл в категорию взрослых в 1968 году также поначалу не показывал высоких результатов в многоборье. Вскоре появились соревнования на отдельных дистанциях и уже в 1970 году занял 3-е место в беге на 500 метров. В том же году дебютировал на 1-м неофициальном чемпионате мира в спринтерском многоборье и занял 26-е место. Уже через год он стал вторым на чемпионате Финляндии в спринте и на чемпионате мира в спринтерском многоборье поднялся на 17-е место.
В январе 1972 года Лео Линковеси на соревнованиях в Давосе установил мировой рекорд на дистанции 500 метров со временем 38,00 сек и в феврале ехал на зимние Олимпийские игры в Саппоро в качестве фаворита. Но в забеге на 500 метров занял только 6-е место, а на 1500 метров только 34-е. Через 20 дней он взял реванш, завоевав золотую медаль на чемпионате мира в спринтерском многоборье в Эскильстуне, а в марте выиграл чемпионат Финляндии в спринте.
В 1972 году была наспех создана американским инвестором Нэдом Нили Профессиональная ассоциация ISSL (Международная лига конькобежного спорта), в которую перешли многие любительские спортсмены. Лео Линковеси оказался одним из них. Все, кто перешёл в профессионалы были немедленно отстранены от участия во всех соревнованиях под флагом ISU или Национальной ассоциации. В 73-ом он стал вторым в спринте на чемпионате мира среди профессионалов и 4-м на чемпионате Европы.
Через год занял 3-е место на европейском чемпионате. В том же 74-м лига обанкротилась, Лео вернулся к национальным соревнованиям и катался до 1980 года, до завершения своей карьеры. Однако выше 4-го места больше не поднимался.

## Личная жизнь
Лео Линковеси всегда поддерживал себя в отличной форме, многие годы будучи тренером по фитнесу. Он скончался 7 ноября 2006 года после непродолжительной болезни в возрасте 59 лет в Кераве.

## Награды
- 1972 год — лучший спортсмен года Хельсинки[7]